# Gemäldegalerie der Akademie der bildenden Künste
La Gemäldegalerie der Akademie der bildenden Künste (lett. "Pinacoteca dell'Accademia di belle arti") è un museo di Vienna.

## Storia e collezioni
L'Accademia di belle arti venne edificata tra il 1872 e il 1876 su progetto di Theophil Hansen. Secondo le teorie didattiche dell'epoca, l'apprendistato dei giovani artisti prevedeva l'esercizio alla copia di dipinti di artisti famosi, per questo venne composta una pinacoteca con importanti opere appositamente offerte allo studio. Decaduta tale impostazione didattica, resta oggi un'importante pinacoteca, la Gemäldegalerie, appunto.
Oggi la collezione comprende il Trittico del Giudizio di Vienna di Hieronymus Bosch, opere di Rubens, Rembrandt, van Dyck e altri olandesi e fiamminghi del XVII secolo. Inoltre i Bambini che giocano a dadi di Murillo, la Liberazione di      San Pietro di Mattia Preti, vedute di Francesco Guardi, tavole di Lucas Cranach il Vecchio e di Tiziano. Importanti tele testimoniano il classicismo viennese del XIX secolo.
Nel 2010 è stato inaugurato un nuovo spazio per le mostre di arte contemporanea prodotta da studenti e insegnanti, oltre a mostre sulla collezione di incisioni (Kupferstichkabinett).

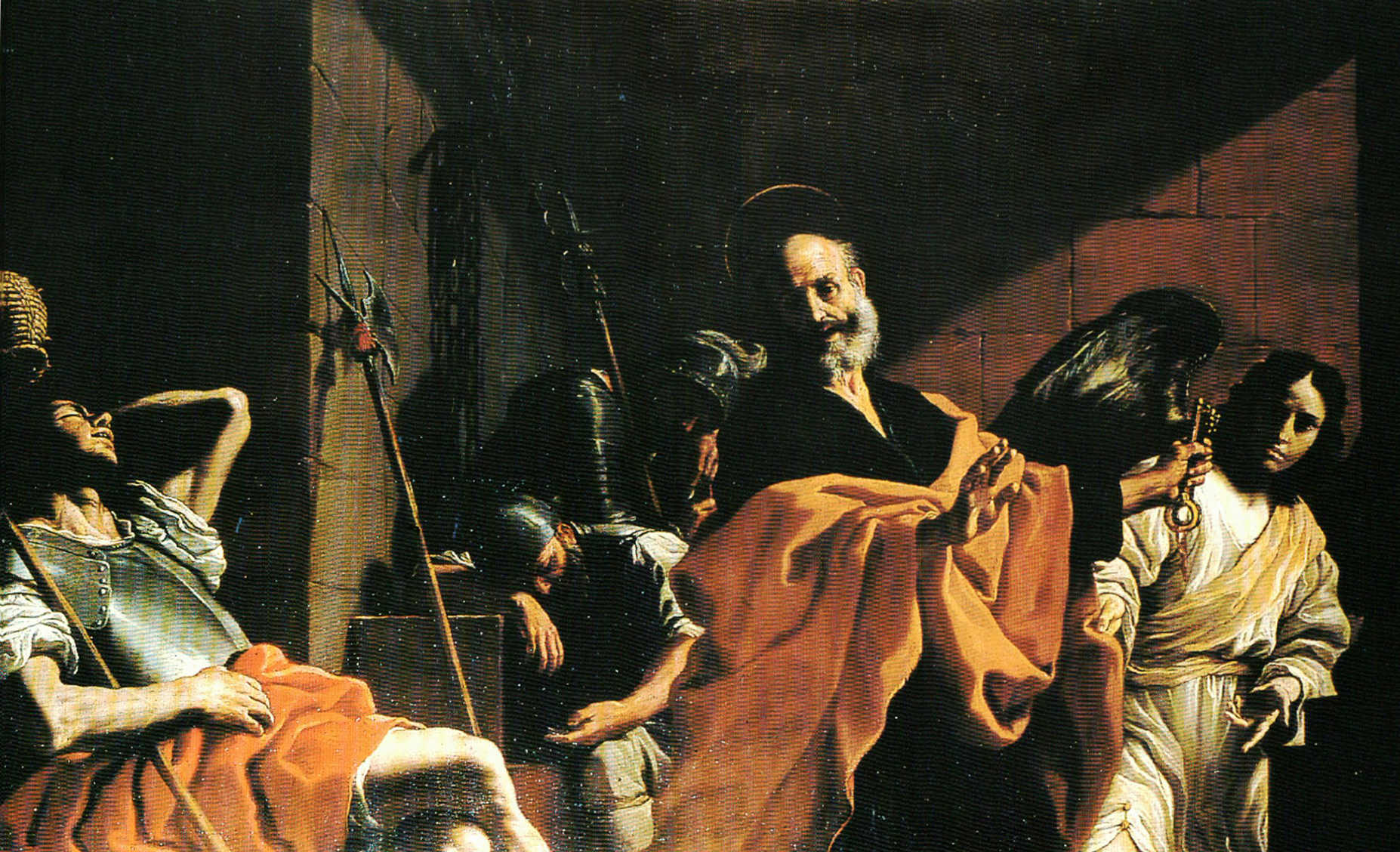
Mattia Preti, La liberazione di San Pietro